# Alain Supiot
Pour les articles homonymes, voir Supiot.
Alain Supiot, né le 5 juin 1949 à Nantes, est un universitaire et juriste français, spécialiste du droit du travail, de la sécurité sociale et de philosophie du droit. Il est professeur émérite du Collège de France, où il a occupé de 2012 à 2019 la chaire "État social et mondialisation. Analyse juridique des solidarités" .

## Biographie

### Formation
Alain Supiot obtient un doctorat d'État en droit à l'université de Bordeaux en 1979, et une agrégation de droit privé et sciences criminelles en 1980.

### Carrière universitaire
Alain Supiot a été professeur à l'université de Poitiers de 1980 à 1982, puis à l'université de Nantes de 1982 à 2012. Il a été professeur au Collège de France de 2012 à 2019, titulaire de la chaire « État social et mondialisation : analyse juridique des solidarités ». Il a fait plusieurs séjours de recherche à l'étranger, en 1981 à l'Institute of Industrial Relations de Berkeley, en 1989-1990 à l'Institut universitaire européen et en 1997-1998, à l'Institut d'Étude Avancé de Berlin .
Il a été membre senior de l'Institut universitaire de France de 2001 à 2008  titulaire de la chaire 'Dogmatique juridique et lien social' .

### Activités institutionnelles
De 1998 à 2000, il a présidé le Conseil national de développement des sciences humaines et sociales et de 2017 à 2019, a été membre du Conseil Stratégique de la Recherche de 2013 à 2017 . 
Il dirige la collection « Poids et mesures du monde », dont six volumes sont parus aux éditions Fayard  et qui est aujourd’hui publiée par les éditions du Seuil. 
Il fonde en 1995 la Maison des sciences de l'Homme Ange Guépin, puis fonde et dirige de 2008 à 2013 l’Institut d’études avancées de Nantes, appartenant au Réseau français des instituts d'études avancées.

### Mandats internationaux
De 1997 à 1999, il a présidé le groupe international de recherche interdisciplinaire sur Les transformations du travail et le devenir du droit du travail en Europe institué par la Commission européenne. Le rapport issu de ces travaux a été publié en français (1999, 2nde éd. 2015), anglais (2001), espagnol (1999), italien (2003) et portugais (2003)
De 2004 a 2006 il a présidé le groupe international de recherche interdisciplinaire sur Social Protection and Decent Work. New Prospects for International Labor Standards institué par l'Organisation internationale du travail (Travaux publiés en anglais, français et espagnol en 2006). 
Il a été nommé par l'OIT membre de la  Commission mondiale sur l'avenir du travail   instituée pour préparer le centenaire de cette organisation en 2019. Les réflexions qu'il a tiré de cette expérience ont été publiées dans un article intitulé 'Les tâches de l’OIT à l’heure de son centenaire', publié en français anglais et espagnol dans la Revue internationale du Travail (vol. 159/2020)

### Distinctions
Il est docteur honoris causa des universités de l'UCLouvain, Thessalonique, Liège (2019) et Buenos Aires, membre correspondant de la British Academy.
En 2020, les éditions du Seuil ont publié sous le titre Concerter les civilisations un recueil en hommage à son œuvre, réunissant des textes d'intellectuels et chercheurs du monde entier.

## Publications
Une bibliographie complète (en pdf) et régulièrement mise à jour des publications d'Alain Supiot se trouve sur le site du Collège de France.

### Ouvrages
- Critique du droit du travail, Paris, PUF, 1994 rééd. 2015  (ISBN 978-2-13-065169-7)
- Homo juridicus. Essai sur la fonction anthropologique du Droit, Paris, Seuil, 1re éd. 2005, coll. « La couleur des idées », 324 p. ; 2e éd. 2009, coll. « Points-Essais »
- L'Esprit de Philadelphie. La justice sociale face au Marché total, Paris, Seuil, 2010
- La Gouvernance par les nombres, Paris, Librairie Arthème Fayard, 2015 ; rééd. 2020, éd. Pluriel
- Le travail n'est pas une marchandise. Contenu et sens du travail au XXIe siècle, Éditions du Collège de France, 2019, Paris  (ISBN 978-2-7226-0513-8), 72 p., en ligne, sur France Culture (58 min) ; podcast
- La Justice au travail. Quelques leçons de l'histoire, Paris, Seuil, 2022  (ISBN 978-2-02-150931-1)

### Direction d'ouvrages ou de revues
- Au-delà de l'emploi.Transformation du travail et devenir du travail en Europe, Rapport pour la commission européenne, Paris, Flammarion, 1999 ; 2e édition augmentée de  Les voies d'une véritable réforme du droit du travail, Flammarion, 2016
- Le Travail au XXIe siècle. Livre du centenaire de l’Organisation internationale du travail, Les éditions de l’Atelier, 2019, 374 p.
- Droit et médias, Revue juridique de l'Ouest, numéro spécial, vol. 2, n° 1, 1989, [lire en ligne]

### Vidéographie
- Conférences en ligne du Collège de France
- Entretien avec Alain Supiot, France Culture, Éloge du savoir, le 22 juin 2016
- Alain Supiot - La gouvernance par les nombres, Fondation Hugot du Collège de France sur YouTube